# Länsväg 226
De Zweedse weg 226 (Zweeds: Länsväg 226) is een provinciale weg in de provincie Stockholms län in Zweden en is circa 23 kilometer lang.

## Plaatsen langs de weg
- Stockholm
  - Enskede-Årsta-Vantör
  - Älvsjö
- Huddinge
- Tumba
- Vårsta

## Knooppunten
- Riksväg 75 in Stockholm (begin)
- Länsväg 229
- Länsväg 271
- Länsväg 259: gezamenlijk tracé, bij Huddinge
- Länsväg 258 bij Tumba
- Länsväg 225 bij Vårsta (einde)